# غوتهارد ديوتش
غوتهارد ديوتش (بالألمانية: Gotthard Deutsch) هو حاخام ومؤرخ نمساوي، ولد في 31 يناير 1859 في Dolní Kounice ‏ في التشيك، وتوفي في 14 أكتوبر 1921 في سينسيناتي في الولايات المتحدة.